# اسرافیل (فیلم)
اسرافیل فیلمی به کارگردانی آیدا پناهنده و نویسندگی ارسلان امیری و آیدا پناهنده و تهیه‌کنندگی مستانه مهاجر محصول سال ۱۳۹۵ است.
این فیلم در تاریخ ۲۵ بهمن ۱۳۹۶ در سینماهای ایران اکران شده‌است.

## خلاصه فیلم
درست در هنگامی که «ماهی» داغدار مرگ پسرش است، عشق دوران نوجوانی‌اش از سفری طولانی بازمی‌گردد و ماجرای رسوایی بیست سال پیش زنده می‌شود...

## بازیگران
| بازیگر            | نقش           |
| ----------------- | ------------- |
| هدیه تهرانی       | ماهی ابراهیمی |
| پژمان بازغی       | بهروز         |
| هدی زین‌العابدین   | سارا          |
| مریلا زارعی       | مهتاج         |
| علی عمرانی        | عباس          |
| سهیلا رضوی        | ایران         |
| پوریا رحیمی‌سام    | علی           |
| یوسف صفری بختیاری | قاضی          |

## موسیقی
| شماره | نام           | خواننده     | مدت  |
| ----- | ------------- | ----------- | ---- |
| ۱.    | «خودم خواستم» | روزبه بمانی | ۳:۵۷ |

## جوایز
| بخش                      | نامزد        | نتیجه | جایزه        |
| ------------------------ | ------------ | ----- | ------------ |
| بهترین بازیگر نقش اول زن | هدیه تهرانی  | نامزد | سیمرغ بلورین |
| بهترین چهره‌پردازی        | سودابه خسروی | نامزد | سیمرغ بلورین |
| بهترین عکس               | امید صالحی   | نامزد | سیمرغ بلورین |

### جوایز دیگر
- بهترین فیلم از نگاه تماشاگران در دومین جشنواره فیلم شید آمریکا ۱۳۹۶–۲۰۱۷[۱]
- بهترین فیلم در سومین جشنواره فیلم‌های ایرانی کانادا ۱۳۹۶–۲۰۱۷
- بهترین تدوین در سومین جشنواره فیلم‌های ایرانی کانادا ۱۳۹۶–۲۰۱۷[۲]